# Apogon hartzfeldii
Apogon hartzfeldii är en fiskart som beskrevs av Pieter Bleeker 1852. Apogon hartzfeldii ingår i släktet Apogon och familjen Apogonidae. Inga underarter finns listade i Catalogue of Life.